# 日光駅 (釜山広域市)
日光駅（イルグァンえき）は、大韓民国釜山広域市機張郡日光邑にある、韓国鉄道公社（KORAIL）東海線の駅。当駅には電鉄線の電車のみが停車する。駅番号は「K124」。

## 歴史
- 1934年12月16日 - 三聖駅として開業[1]。
- 1949年7月 - 日光駅に駅名改称される。[2]
- 2008年12月1日 - 旅客営業を中止。
- 2016年
  - 4月29日 - 東海南部線が東海線に編入（施行は広域電鉄開業時）。[3]
  - 12月30日 - 電化・東海電鉄線運行開始とともに旅客駅として再開業[3]
- 2021年12月28日 - 東海電鉄線の運転区間が当駅から太和江駅まで延長。

## 駅構造
島式ホーム2面4線の地上駅で、橋上駅を有する。

### のりば
| のりば | 路線        | 方向 | 行先                         |
| ------ | ----------- | ---- | ---------------------------- |
| 1・2   | ●東海電鉄線 | 上り | 新海雲台・教大・釜田方面     |
| 3・4   | ●東海電鉄線 | 下り | 佐川・南倉・徳下・太和江方面 |

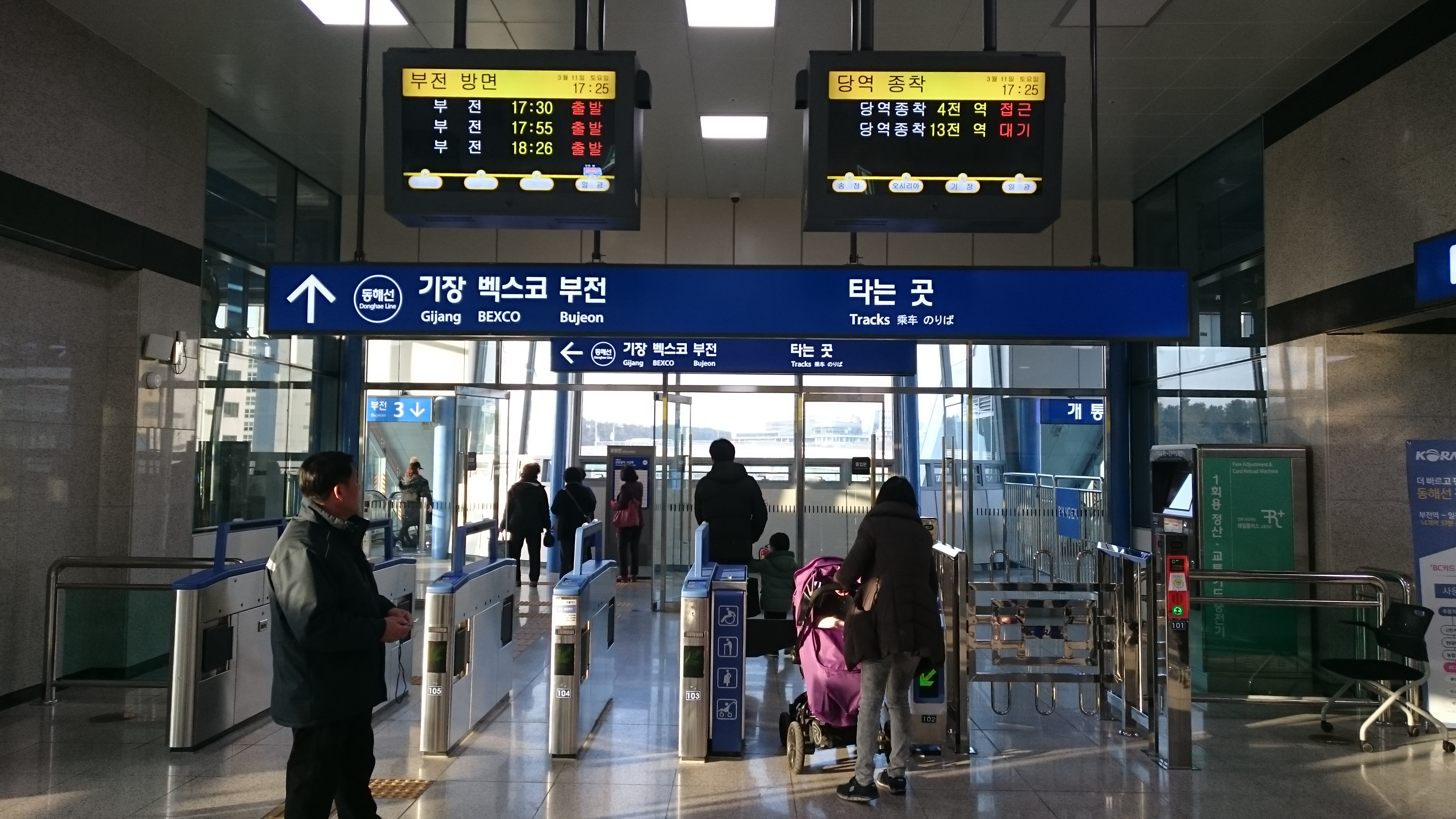
改札口
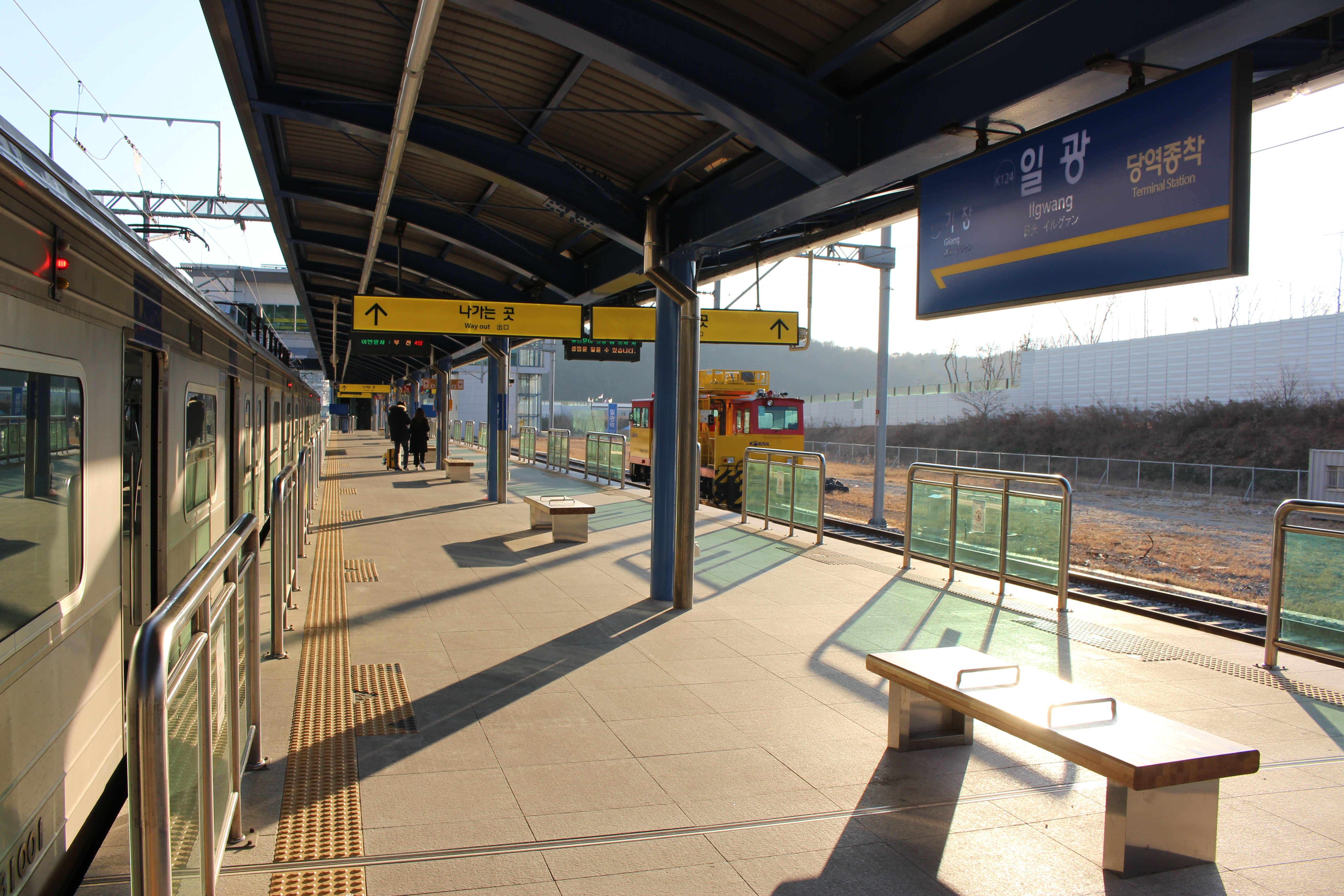
ホーム
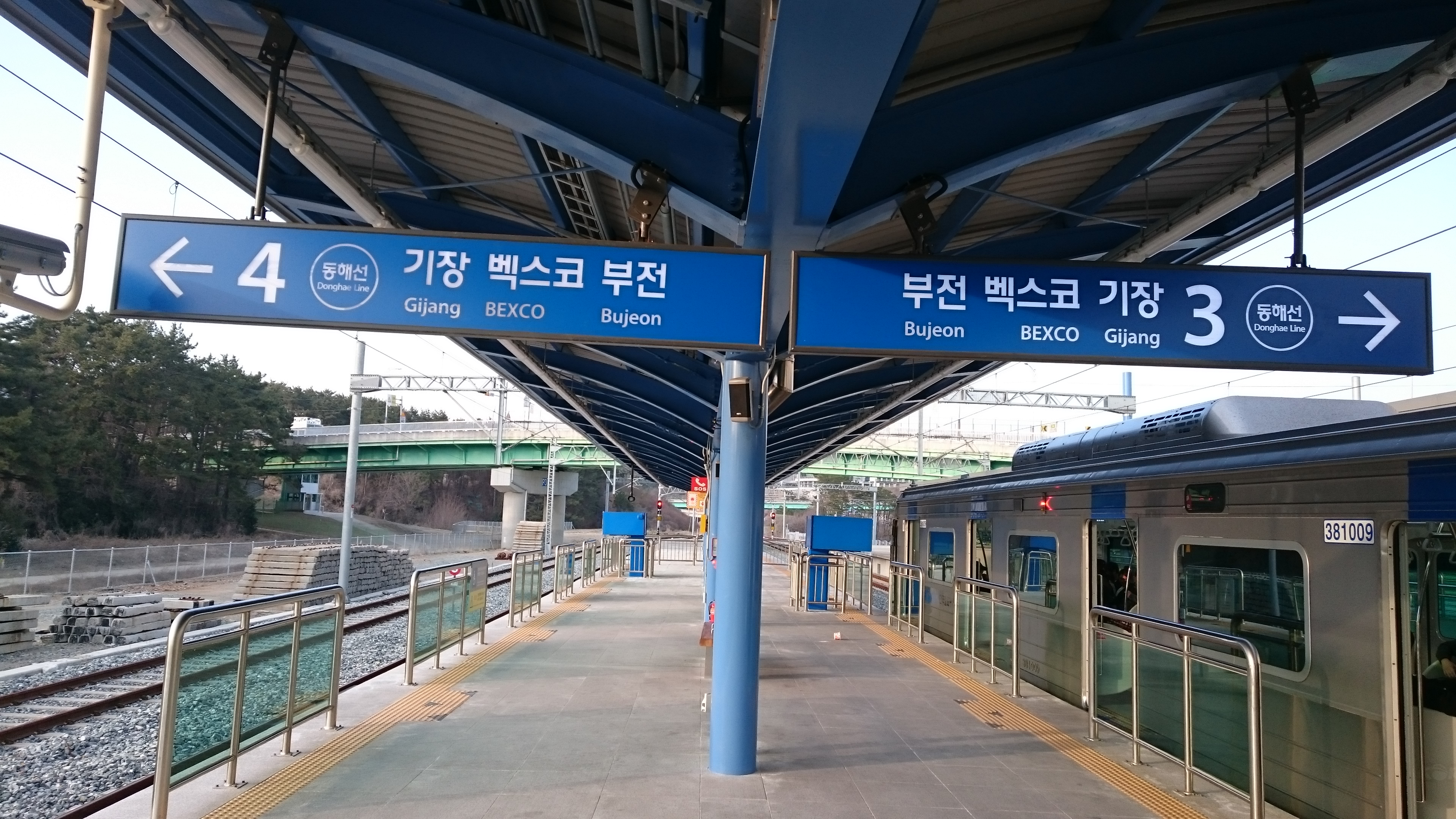
3・4番線ホーム
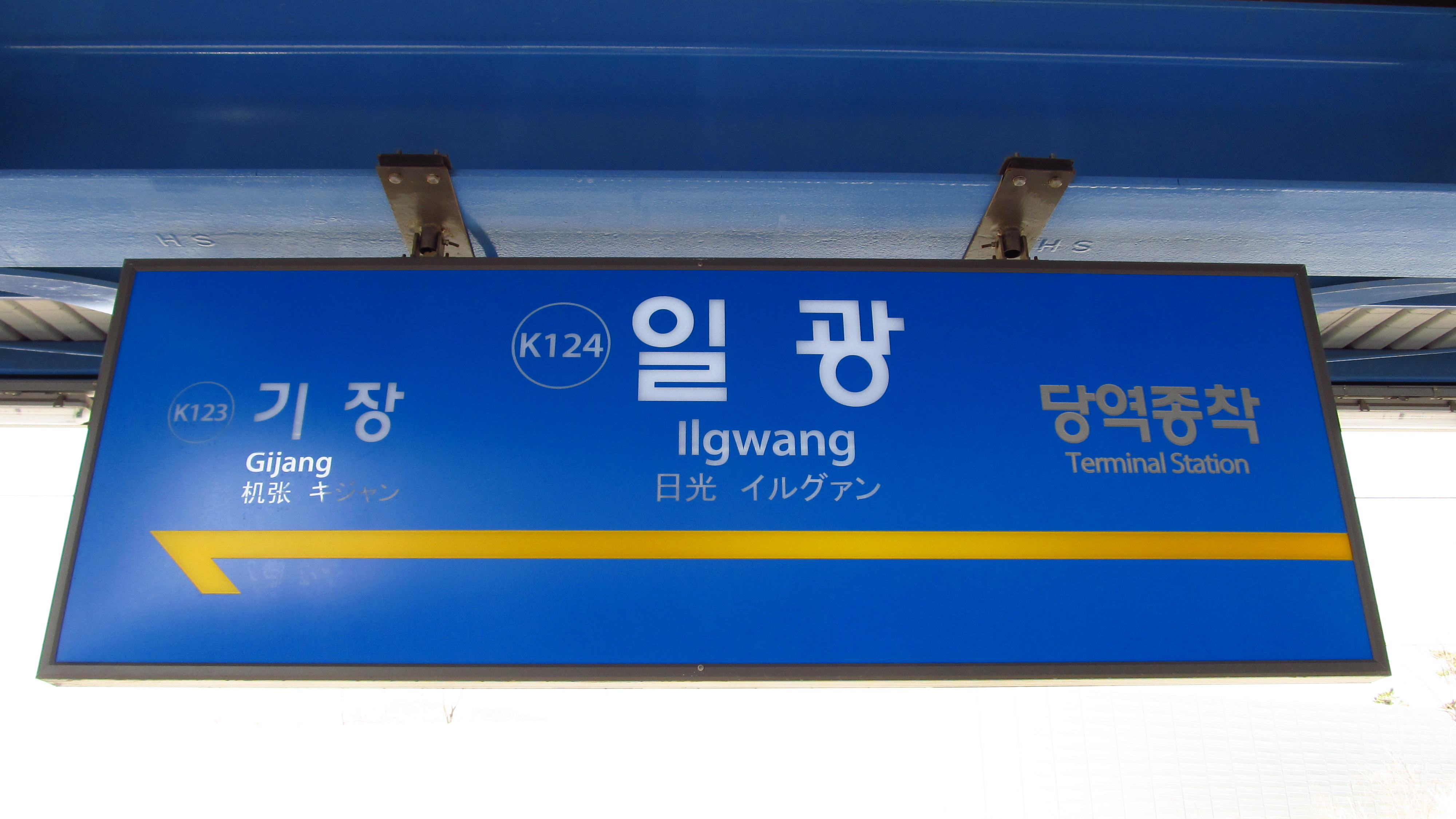
駅名標（2018年）
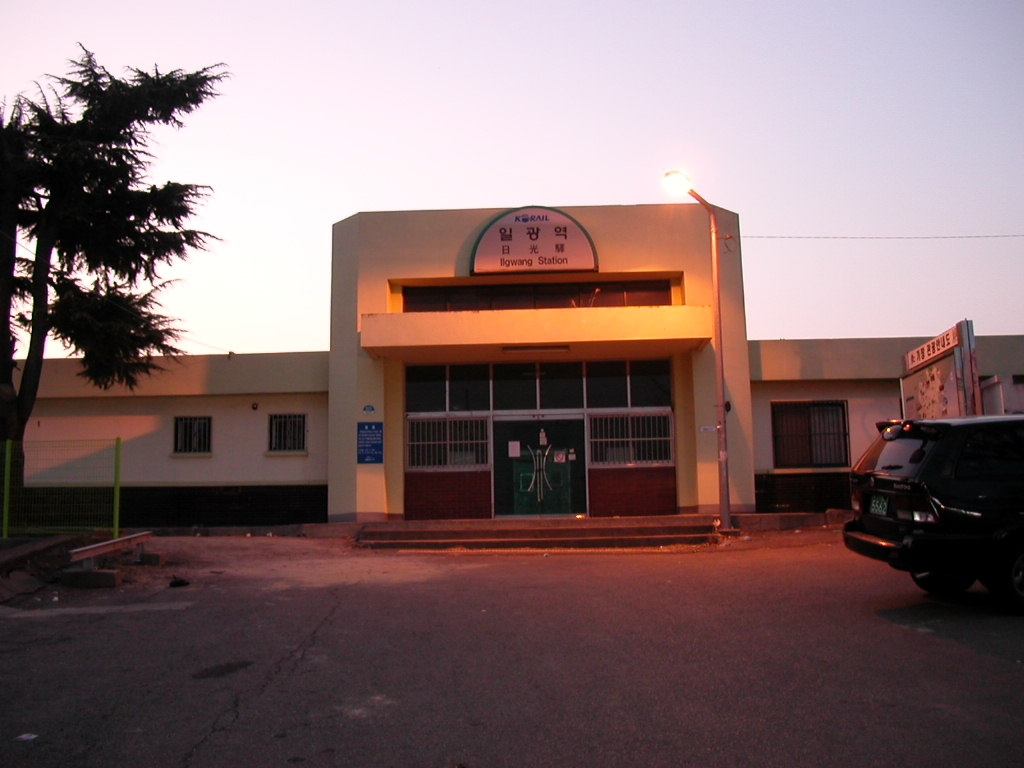
旧駅舎（2008年）

## 駅周辺
- 日光海水浴場（朝鮮語版）
- 日光邑事務所
- 釜山機張警察署日光派出所
- 日光郵便局

## 隣の駅
韓国鉄道公社
東海電鉄線
機張駅 K123 - 日光駅 K124 - 佐川駅 K125